# Royal Arctic Line

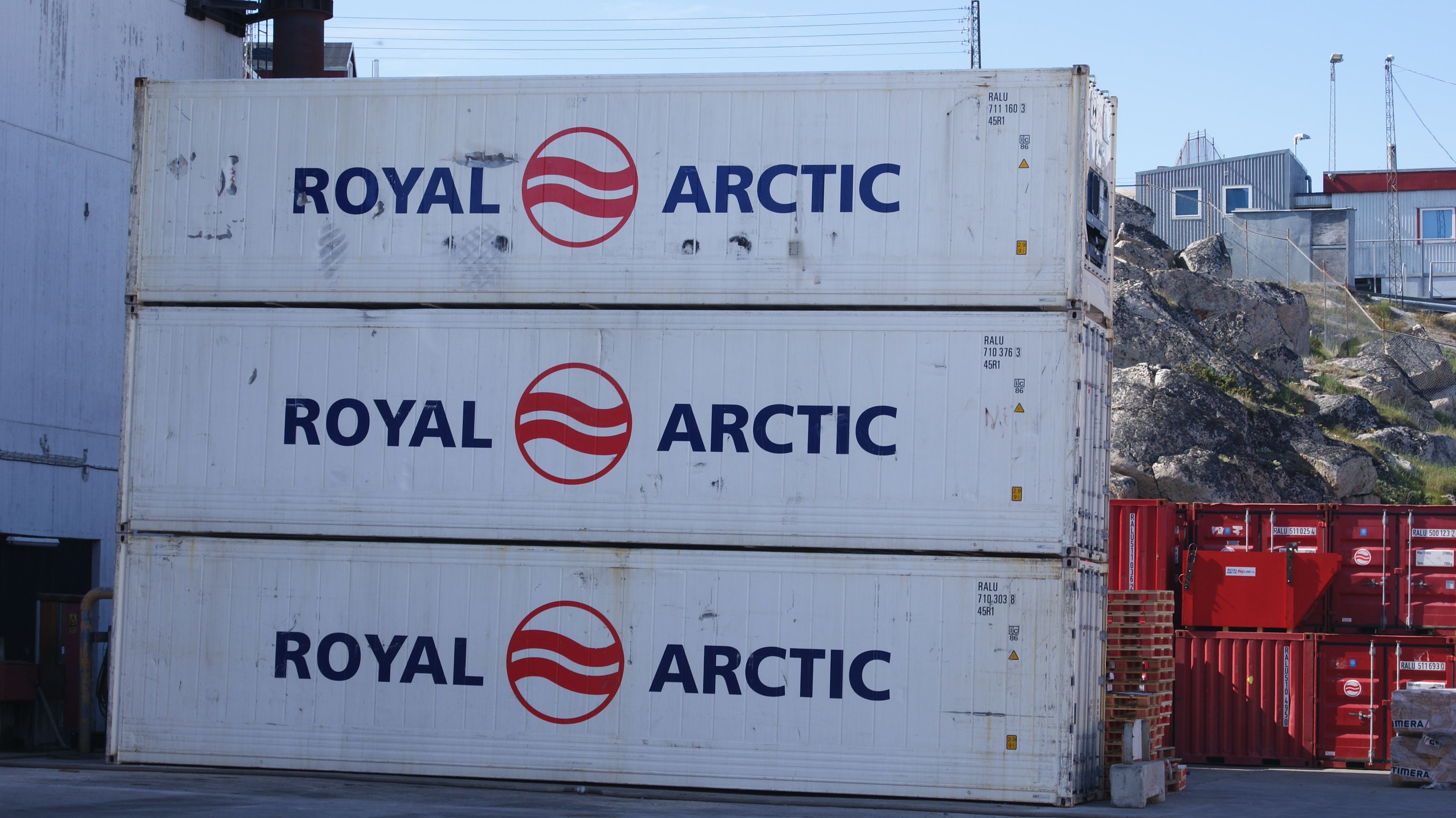
Três contentores da Royal Arctic Line sobrepostos no Porto de Ilulissat.

Royal Arctic Line é uma companhia marítima da Gronelândia. Foi formada em 1993 e está sediada em Nuuk.
A empresa detém o monopólio de todo o transporte marítimo de carga de, para e dentro da Groenlândia. Os materiais de construção representam cerca de um quarto do transporte para o país; o peixe representa cerca de metade do transporte marítimo; peixes e bebidas engarrafados em Nuuk (principalmente água e cerveja) representam a maior parte do transporte dentro da Groenlândia.